# Lepyrodia muelleri
Lepyrodia muelleri là một loài thực vật có hoa trong họ Restionaceae. Loài này được Benth. mô tả khoa học đầu tiên năm 1878.